# Championnat de Suisse de football 1906-1907
Navigation
Édition précédente Édition suivante
La 10e édition du championnat de Suisse de football est remportée par le Servette FC.
Le Young Fellows Zurich termine deuxième. Le FC Bâle complète le podium.
Le championnat est divisé en trois groupes régionaux. Les premiers de chaque groupe sont qualifiés pour la phase finale décidant du champion. 

## Les clubs de l'édition 1906-1907
| Club                    | Ville             |
| ----------------------- | ----------------- |
| Blue Stars Saint-Gall   | Saint-Gall        |
| BSC Old Boys            | Bâle              |
| BSC Young Boys          | Berne             |
| FC Aarau                | Aarau             |
| FC Bâle                 | Bâle              |
| FC Berne                | Berne             |
| FC Cantonal Neuchâtel   | Neuchâtel         |
| FC Genève               | Genève            |
| FC La Chaux-de-Fonds    | La Chaux-de-Fonds |
| FC Saint-Gall           | Saint-Gall        |
| FC Winterthur           | Winterthour       |
| FC Zurich               | Zurich            |
| Grasshopper-Club Zurich | Zurich            |
| Montriond Lausanne      | Lausanne          |
| Servette FC             | Genève            |
| Young Fellows Zurich    | Zurich            |

## Compétition

### Résultats
Le classement est établi sur le barème de points classique (victoire à 2 points, match nul à 1, défaite à 0).

#### Groupe Ouest
| Rang | Équipe                | Pts | J | G | N | P | Bp | Bc | Diff |
| ---- | --------------------- | --- | - | - | - | - | -- | -- | ---- |
| 1    | Servette FC           | 12  | 8 | 4 | 4 | 0 | 22 | 11 | +11  |
| 2    | FC Cantonal Neuchâtel | 11  | 8 | 5 | 1 | 2 | 16 | 8  | +8   |
| 3    | FC La Chaux-de-Fonds  | 10  | 8 | 4 | 2 | 2 | 18 | 11 | +7   |
| 4    | Montriond Lausanne    | 5   | 8 | 2 | 1 | 5 | 16 | 23 | -7   |
| 5    | FC Genève             | 2   | 8 | 0 | 2 | 6 | 12 | 31 | -19  |

|  | Qualification pour la phase finale |

#### Groupe Centre
| Rang | Équipe         | Pts | J | G | N | P | Bp | Bc | Diff |
| ---- | -------------- | --- | - | - | - | - | -- | -- | ---- |
| 1    | FC Bâle        | 10  | 8 | 5 | 0 | 3 | 30 | 20 | +10  |
| -    | BSC Old Boys   | 10  | 8 | 5 | 0 | 3 | 20 | 18 | +2   |
| 3    | BSC Young Boys | 8   | 8 | 4 | 0 | 4 | 21 | 17 | +4   |
| -    | FC Berne       | 8   | 8 | 4 | 0 | 4 | 16 | 21 | -5   |
| 5    | FC Aarau       | 4   | 8 | 2 | 0 | 6 | 14 | 25 | -11  |

|  | Barrages de phase finale |

Barrage de phase finale
Le barrage oppose les deux coleaders du classement que sont le FC Bâle et le BSC Young Boys pour une place en phase finale. Le match s'étant achevé sur un score nul, un deuxième match a été nécessaire pour départager les deux équipes.
| Équipe 1 | Résultat | Équipe 2     | Match 1 | Match 2 |
| -------- | -------- | ------------ | ------- | ------- |
| FC Bâle  | 5 - 2    | BSC Old Boys | 1 - 1   | 4 - 1   |

#### Groupe Est
| Rang | Équipe                  | Pts | J  | G | N | P | Bp | Bc | Diff |
| ---- | ----------------------- | --- | -- | - | - | - | -- | -- | ---- |
| 1    | Young Fellows Zurich    | 16  | 10 | 8 | 0 | 2 | 38 | 27 | +11  |
| -    | FC Winterthur           | 16  | 10 | 7 | 2 | 1 | 41 | 9  | +32  |
| 3    | Grasshopper-Club Zurich | 13  | 10 | 5 | 3 | 2 | 32 | 14 | +18  |
| 4    | FC Saint-Gall           | 8   | 9  | 3 | 2 | 4 | 19 | 18 | +1   |
| 5    | FC Zurich               | 3   | 9  | 1 | 1 | 7 | 14 | 46 | -32  |
| 6    | Blue Stars Saint-Gall   | 2   | 10 | 1 | 0 | 9 | 19 | 49 | -30  |

|  | Barrages de la phase finale |

Barrage de phase finale
Le barrage oppose les deux coleaders du classement que sont le Young Fellows Zurich et le FC Winterthur pour une place en phase finale. 
| Équipe 1             | Résultat | Équipe 2      |
| -------------------- | -------- | ------------- |
| Young Fellows Zurich | 3 - 1    | FC Winterthur |

#### Phase finale
Matchs
| Équipe 1             | Résultat   | Équipe 2             | Date          | Lieu  |
| -------------------- | ---------- | -------------------- | ------------- | ----- |
| Servette FC          | 5 - 1      | FC Bâle              | 28 avril 1907 | Berne |
| Young Fellows Zurich | 3 - 2      | FC Bâle              | 5 mai 1907    | Berne |
| Servette FC          | 1 - 0 a.p. | Young Fellows Zurich | 12 mai 1907   | Berne |

Classement
| Rang | Équipe               | Pts | J | G | N | P | Bp | Bc | Diff |
| ---- | -------------------- | --- | - | - | - | - | -- | -- | ---- |
| 1    | Servette FC          | 4   | 2 | 2 | 0 | 0 | 6  | 2  | +4   |
| 2    | Young Fellows Zurich | 2   | 2 | 1 | 0 | 1 | 3  | 3  | 0    |
| 3    | FC Bâle              | 0   | 2 | 0 | 0 | 2 | 3  | 8  | -5   |

|  | Champion de Suisse |

## Bilan de la saison
| Tableau d'Honneur                 |             |
| Compétition                       | Vainqueur   |
| Championnat de Suisse de football | Servette FC |